# Wiktor Barabasz
Wiktor Barabasz (ur. 30 sierpnia 1855 w Bochni, zm. 25 lipca 1928 w Krakowie) – polski pianista, dyrygent, nauczyciel w szkole muzycznej. 

## Życiorys
Ukończył studia w konserwatorium muzycznym w Wiedniu (1874–1876). Założyciel Krakowskiego Chóru Akademickiego (1878) oraz chóru Towarzystwa Muzycznego. Do roku 1921 prezes Towarzystwa Muzycznego, w latach 1921–1928 dyrektor Konserwatorium w Krakowie. Pochowany na cmentarzu Rakowickim w Krakowie (kwatera AD, rząd płn.).

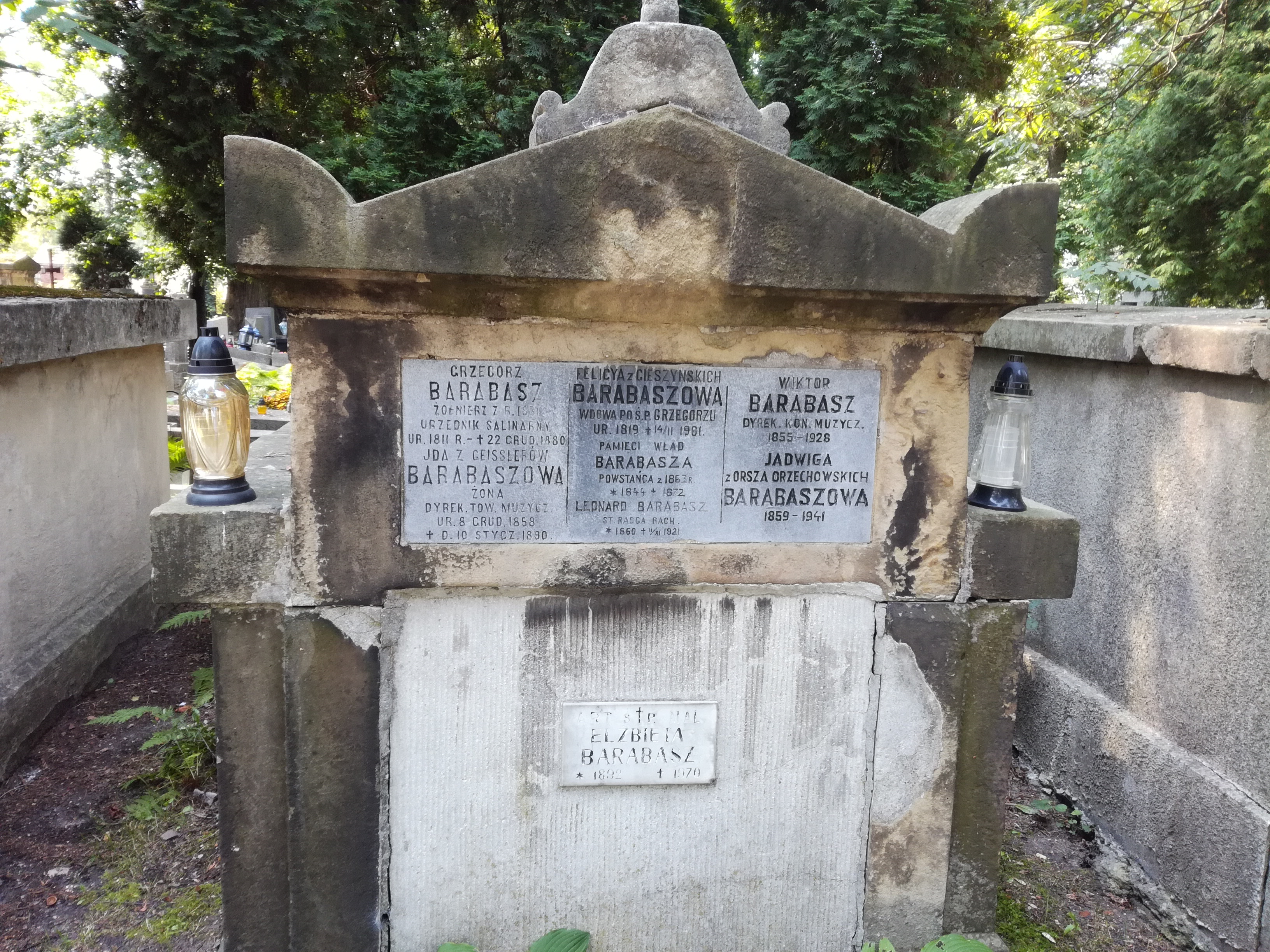
Grób Wiktora Barabasza na cmentarzu Rakowickim

Był starszym bratem Stanisława Barabasza.